# Rivelazioni di un maniaco sessuale al capo della squadra mobile
Rivelazioni di un maniaco sessuale al capo della squadra mobile è un film del 1972 diretto da Roberto Bianchi Montero.

## Trama
Il commissario Mario Capuana indaga sull'omicidio di alcune donne della buona società cittadina. Prima viene trovata uccisa la moglie di un generale, poi, a distanza di due giorni e di una settimana, altre due donne vengono uccise da un uomo con il volto mascherato. Ciascuna aveva una relazione extraconiugale, e accanto al loro cadavere l'assassino ha lasciato la foto delle vittime, immortalate assieme all'amante, il cui volto è stato cancellato. La polizia brancola nel buio finché Capuana, facendosi mostrare i corpi dal dottor Casali all'obitorio, si accorge che le donne sono state colpite prima al volto e poi sul ventre, e presentano sempre le medesime incisioni. Il poliziotto si avvede inoltre dello strano comportamento di Gastone, l'infermiere, felice quando imbalsama i cadaveri.
Il commissario si reca così da Gastone per interrogarlo, notando il suo comportamento instabile e maniacale, oltre che la macabra abitudine di conservare le foto dei cadaveri che egli imbalsama. Il dottor Casali rassicura Capuana, dicendogli che Gastone è un ragazzo innocuo. Nel frattempo tra le donne bene della città si scatena la psicosi, poiché è chiaro che il maniaco colpisce solo loro: uccide infatti una quarta donna infedele nella sua casa, causando indirettamente anche la morte del marito paralitico. Una ragazza che abita nella casa accanto assiste per caso all'omicidio, viene vista dal colpevole e racconta tutto al fidanzato.
Tornata a casa, la ragazza vuole riferire l'accaduto anche alla madre, che però non la ascolta perché ha fretta di partire per andare dalla nonna della ragazza. Durante il viaggio in treno viene anche lei uccisa dal maniaco. In quest'ultimo omicidio Capuana nota che la donna oltre ad essere infedele, era a sua volta tradita dal marito, il quale viene interrogato dal commissario, dimostrando però un alibi di ferro. La notte successiva il maniaco uccide un'altra donna ferendo anche l'amante, che in quel momento giunge all'appuntamento clandestino imbattendosi nell'assassino.
La polizia escogita allora una trappola: simula l'arresto del maniaco per far venire allo scoperto il vero colpevole. Questi telefona in commissariato minacciando Capuana, dicendogli che avrebbe ucciso sua moglie, dal momento che anche lei lo tradiva. Capuana, dapprima confuso, scopre che la moglie lo tradiva con il nipote, al quale nel frattempo l'assassino intima di andarsene dalla casa al mare dove avvengono gli incontri, perché Capuana sa tutto. Giunto sul posto, il commissario assiste all'omicidio della moglie senza intervenire, poi uccide il serial killer, che si rivela essere il dottor Casali.

## Produzione

### Riprese
Alcune riprese esterne furono girate nel comune di Piazza Armerina, in provincia di Enna.

## Colonna sonora
La colonna sonora, stampata su 33 giri
edito da Cinevox nel dicembre 1972, comprende 15 tracce:
Lato 1
1. Ciò che è scritto nel vento (2:55)
2. Lamento (I) (1:45)
3. Colori (5:05)
4. Teneramente (1:10)
5. Voce senza scampo (1:55)
6. Domani forse (1:00)
7. Frammenti (I) (1:00)

Lato 2
1. Tema del maniaco (3:15)
2. Frammenti (II) (1:00)
3. Lamento (II) (0:50)
4. Sorridendo (2:20)
5. Ciò che è scritto nel vento (1:45)
6. Lievemente (2:20)
7. Ricordando (1:30)
8. Finale (1:45)

## Distribuzione
Il film fu distribuito a partire dal 19 agosto 1972 col divieto ai minori di 18 anni «in considerazione delle numerose rappresentazioni di nudi femminili e di congiungimenti carnali nonché di scene raccapriccianti». Il divieto è stato rimosso nel 2018.
Fu distribuito in VHS da Cinehollywood col titolo La morte viene dal buio.
Tra il 1975 e il 1977 fu distribuito negli Stati Uniti con vari titoli: The Slasher is the Sex Maniac! (edizione doppiata), The Slasher, So Sweet So Dead, Bad Girls e Penetration; con quest'ultimo titolo fu distribuita una versione con scene pornografiche slegate al cast, in cui figuravano Harry Reems, Kim Pope, Marc Stevens e Tina Russell. Altri titoli per il mercato anglofono furono Confessions of a Sex Maniac e So Naked So Dead.

## Accoglienza

### Critica
(Piero Perona, La Stampa, 20 agosto 1972)
(Segnalazioni Cinematografiche)